# 韋氏黃斑弄蝶
韋氏黃斑弄蝶（学名：Potanthus wilemanni），又名清輝黃斑挵蝶;小黃斑挵蝶、韋氏黃斑挵蝶、韋氏臺灣黃斑挵蝶、炬黃挵蝶，为弄蝶科黃斑弄蝶屬下的一个种。